# 利萨克 (阿列日省)
利萨克（法語：Lissac，法語發音：[lisak]）是法国阿列日省的一个市镇，属于帕米耶区。

## 地理
利萨克（43°16'9"N, 1°30'41"E）面积3.77 平方千米，位于法国奧克西塔尼大區阿列日省，该省份为法国西南部内陆省份，西部和北部与上加龙省接壤，东临奥德省，东南至东比利牛斯省接壤，南与安道尔和西班牙接壤。
与利萨克接壤的市镇（或旧市镇、城区）包括：拉巴蒂、圣基尔克、桑特加贝勒、加亚克图尔扎。

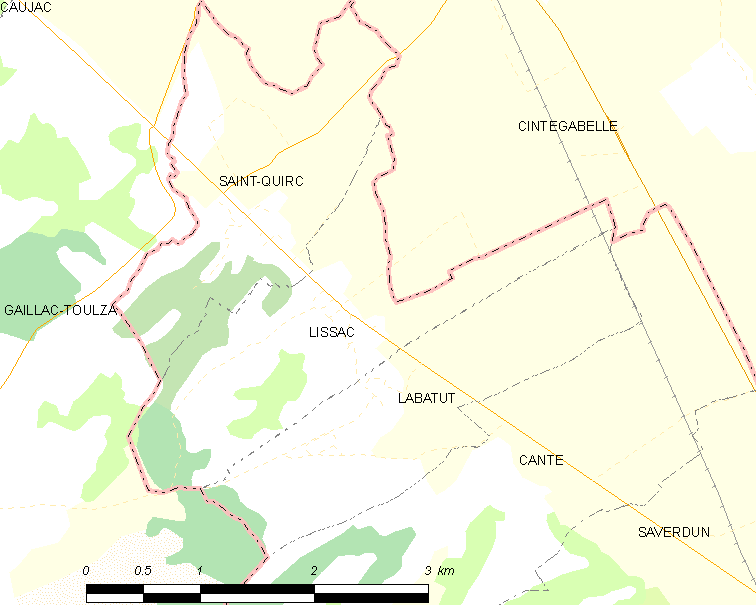
的OSM定位图

利萨克的时区为UTC+01:00、UTC+02:00（夏令时）。

## 行政
利萨克的邮政编码为09700，INSEE市镇编码为09170。

## 政治
利萨克所属的省级选区为阿列日之门县。

## 人口

1962-2008年间人口变化图示

利萨克于2022年1月1日时的人口数量为240人。